# Radio live
Radio Live är en svensk webbradiostation för och av ungdomar. Stationen har en stor musikvariation och riktar inte in sig på någon speciell musikgenre. Stationen drivs som ideell förening ansluten till Ung Media Sverige och ungradio. 
Till skillnad från andra nätradiostationer satsar Radio Live på att ha fasta studior, vilket gör att ungdomarna som sänder inte behöver ha någon utrustning hemma och gör program tillsammans. 
Fasta redaktioner finns just nu i Jönköping, Gislaved och Värnamo. 
Programmen som sänds handlar bland annat om att vara ung idag, samhället, musik, kultur och lokala händelser i de olika städerna. 

## Historik
- 2006 ungradio genomförde ett feriepraktikprojekt i Jönköping.
- 2006 grundades föreningen Radio Live och en fast studio i centrala Jönköping öppnades på Brunnen i Jönköpings kommun.
- 2007 - 2011 Radio Live genomförde sommarprojekt tillsammans med ungradio och Jönköpings kommun
- 2007 etablerades en studio på Sockerbruket i Lidköpings som just nu har sändningsuppehåll.
- 2011 ytterligare en studio etablerades i Ungdomens Kulturhus i Gislaved.
- 2013 Musikhjälpen Gislaved sändes i Radio Live
- 2014 Radio Live Gislaved flyttade till ny studio i Kulturplatån Glashuset Gislaved.
- 2014 Ett sommarprojekt genomfördes i Gislaved
- 2014 Musikhjälpen Gislaved sändes i Radio Live

## Större satsningar och projekt

### Sommarprojekt
Under åren 2007-2011 genomförde Radio Live sommarprojekt i Jönköping där ca 30 feriepraktikanter under ett antal veckor får lära sig att producera och sända radio. Under dessa veckor Radio Live sänts ut i Jönköpings närradio. Projekten genomfördes i samarbete med Jönköpings kommun och ungradio. Ledare för projekten har Anders Josefsson, Alexander Gustafsson samt Micaela Palmér varit.
2014 genomfördes ett sommarprojekt i Gislaved.

### Musikhjälpen Gislaved
I samband med att Musikhjälpen sänds i Sveriges Radio P3 och SVT sänds en lokal variant från en studio i Gislaved. Genom att bjuda in gäster, spela musik och samla in gåvor till auktioner och insamling av pengar bidrar Musikhjälpen Gislaved med pengar till den stora insamlingen som sker varje år. Musikhjälpen Gislaved sänds i Radio Live och TV finnveden.
Redaktionen har bestått av Tito Salazar, Benji Benjaminsson och Stubbe Wahlberg under åren 2013-2014. Utöver dem så har ett antal volontärer hjälpt till runtomkring verksamheten.
År 2015 valde Benji Benjaminsson att lämna sin plats i "buren" vidare till någon ny. Petros Avramidis blev då tillfrågad och accepterade utmaningen att spendera 125 timmar i "buren" med livesändning dygnet runt. Petros hjälpte även till som natt dj under sändningen 2014 och har visat ett brinnande intresse för Musikhjälpen Gislaved. Tito Salazar och Stubbe Wahlberg kommer vara kvar och sända Musikhjälpen även framöver.  
- Temat 2013 var "Alla tjejer har rätt att överleva sin graviditet" och då samlades 81000.- in av lyssnare, företag och besökare.[1]
- Temat 2014 var "Hjälp oss stoppa spridningen av HIV" och totalt samlades 85 688.- in av lyssnare, företag och besökare[2][3]
- Temat 2015 blir "Ingen ska behöva fly undan klimatet" - (Nytt för året 2015 är möjligheten att skänka via swish!)

### Jönköpingsfesten
Under många år har Radio Live deltagit på Jönköpingsfesten. Bland annat har föreningen sänt radio direkt från festivalområdet samt presenterat artister på stora scenen.
- 2012 Nause[4]
- 2013 MonoBrothers, John De Sone och WeSmile[5]
- 2014 John Eng Style of Eye och Galavant[6][7][8][9]